# Mercedes Herrera
Mercedes is een figuur in de roman De Graaf van Monte Cristo (1844) van Alexandre Dumas. 
Haar achternaam wordt in het boek niet genoemd, behalve in hoofdstuk 91, waar ze zegt dat haar vader Herrera heet.
Mercedes (in het originele Franstalige boek geschreven als Mercédès, maar de Spaanse spelling is zonder accenten) is een mooi jong meisje met gitzwart haar en ogen als een gazelle. Zij is de verloofde van Edmond Dantès. Mercedes is een wees. Haar moeder is overleden in 1814. Zij woont in het dorp Les Catalans. Mercedes is de volle nicht van Fernando Mondego. Haar vader had een broer en daar is Fernando een zoon van. Fernando is ziekelijk jaloers op de relatie van Mercedes en wil haar enkel voor zichzelf. Mercedes is zeer gesteld op Fernando, maar haar hart behoort aan Edmond. Zij is Edmond dan ook trouw, ook als hij wordt opgesloten in Château d'If. Fernando probeert haar toch te veroveren doch zij geeft andermaal niet toe daar de vader van Edmond, Louis Dantès, dit nooit zou hebben goedgekeurd. Na het overlijden van de vader van Edmond heeft zij niemand meer over en besluit te trouwen met Fernando om zo over het verdriet heen te komen.
Door het succes van Fernando en de promotie in het leger, wordt Fernando uiteindelijk graaf de Morcerf. Het paar verhuist naar Parijs, waar hun zoon Albert wordt geboren. Albert heeft een nobel karakter en Mercedes ziet in hem de edele karaktertrekken van Edmond. 
Nadat bekend wordt wie en wat Fernando destijds heeft gedaan bij Ali Pasja, besluit Mercedes het verhaal aan Albert te vertellen. Albert heeft Monte Cristo inmiddels voor een duel uitgedaagd om de eer van zijn naam/vader te redden nu in de krant de beschuldiging stond. 
Mercedes is de enige die ziet wie Monte Cristo in werkelijkheid is, maar laat dat niet merken, tot op de dag dat ze hem smeekt het leven van Albert te sparen, waarbij ze hem als Edmond aanspreekt. Mercedes vertelt waarom zij destijds zo snel met Fernando is getrouwd. Dantès accepteert dit niet helemaal. Dantès confronteert haar met de papieren waaruit de beschuldigingen blijken. Mercedes zet vervolgens uiteen wat er is gebeurd. Zij is hem altijd trouw gebleven. Echter, beiden zijn zo veranderd dat een relatie er niet meer in zit. Mercedes lijdt hier enorm onder en is sterk verouderd. 
Na de openbaring van zijn moeder, biedt Albert zijn excuses aan en verlaat zonder een woord met zijn vader te wisselen, samen met zijn moeder de woning. Mercedes keert vervolgens terug naar Marseille om daar arm en eenzaam te wonen zonder de beladen erfenis van haar ex-man. Mercedes ontvangt van Monte Cristo toch nog een geldbedrag om haar te belonen voor het feit dat zij, ondanks haar ontrouw, toch altijd van Edmond heeft gehouden. Van alle personen om Monte Cristo heen heeft zij het meest te verduren gehad. 

## Stamboom
| Louis Dantès     | Louis Dantès     | Louis Dantès     | Louis Dantès     | Louis Dantès                | Louis Dantès                |                             |                             |                             |                             |                                              |                                              | Ali Pasja                                    | Ali Pasja                                    | Ali Pasja                                    | Ali Pasja                                    | Ali Pasja      | Ali Pasja      |                       |                       | Vasiliki              | Vasiliki              | Vasiliki              | Vasiliki              | Vasiliki         | Vasiliki         |                  |                  |                  |                  |  |  |                    |                    |                     |                     |                     |                     |                       |                       |                       |                       |                       |                       |                      |                      |                      |                      | Rode streep: Personen waarop de wraak is gericht | Rode streep: Personen waarop de wraak is gericht | Rode streep: Personen waarop de wraak is gericht | Rode streep: Personen waarop de wraak is gericht | Rode streep: Personen waarop de wraak is gericht | Rode streep: Personen waarop de wraak is gericht |                       |                       | Gele streep: Overige vijanden, slechteriken | Gele streep: Overige vijanden, slechteriken | Gele streep: Overige vijanden, slechteriken | Gele streep: Overige vijanden, slechteriken | Gele streep: Overige vijanden, slechteriken | Gele streep: Overige vijanden, slechteriken |               |               | Groene streep: Vrienden | Groene streep: Vrienden | Groene streep: Vrienden | Groene streep: Vrienden | Groene streep: Vrienden | Groene streep: Vrienden |                    |                    |                    |                    |  |  |                   |                   |                   |                   |                   |                   |  |  |  |  |  |  |
| Louis Dantès     | Louis Dantès     | Louis Dantès     | Louis Dantès     | Louis Dantès                | Louis Dantès                |                             |                             |                             |                             |                                              |                                              | Ali Pasja                                    | Ali Pasja                                    | Ali Pasja                                    | Ali Pasja                                    | Ali Pasja      | Ali Pasja      |                       |                       | Vasiliki              | Vasiliki              | Vasiliki              | Vasiliki              | Vasiliki         | Vasiliki         |                  |                  |                  |                  |  |  |                    |                    |                     |                     |                     |                     |                       |                       |                       |                       |                       |                       |                      |                      |                      |                      | Rode streep: Personen waarop de wraak is gericht | Rode streep: Personen waarop de wraak is gericht | Rode streep: Personen waarop de wraak is gericht | Rode streep: Personen waarop de wraak is gericht | Rode streep: Personen waarop de wraak is gericht | Rode streep: Personen waarop de wraak is gericht |                       |                       | Gele streep: Overige vijanden, slechteriken | Gele streep: Overige vijanden, slechteriken | Gele streep: Overige vijanden, slechteriken | Gele streep: Overige vijanden, slechteriken | Gele streep: Overige vijanden, slechteriken | Gele streep: Overige vijanden, slechteriken |               |               | Groene streep: Vrienden | Groene streep: Vrienden | Groene streep: Vrienden | Groene streep: Vrienden | Groene streep: Vrienden | Groene streep: Vrienden |                    |                    |                    |                    |  |  |                   |                   |                   |                   |                   |                   |  |  |  |  |  |  |
|                  |                  |                  |                  |                             |                             |                             |                             |                             |                             |                                              |                                              |                                              |                                              |                                              |                                              |                |                |                       |                       |                       |                       |                       |                       |                  |                  |                  |                  |                  |                  |  |  |                    |                    |                     |                     |                     |                     |                       |                       |                       |                       |                       |                       |                      |                      |                      |                      |                                                  |                                                  |                                                  |                                                  |                                                  |                                                  |                       |                       |                                             |                                             |                                             |                                             |                                             |                                             |               |               |                         |                         |                         |                         |                         |                         |                    |                    |                    |                    |  |  |                   |                   |                   |                   |                   |                   |  |  |  |  |  |  |
|                  |                  |                  |                  | Edmond Dantès, hoofdpersoon | Edmond Dantès, hoofdpersoon | Edmond Dantès, hoofdpersoon | Edmond Dantès, hoofdpersoon | Edmond Dantès, hoofdpersoon | Edmond Dantès, hoofdpersoon | ←misschien seksuele relatie, later getrouwd→ | ←misschien seksuele relatie, later getrouwd→ | ←misschien seksuele relatie, later getrouwd→ | ←misschien seksuele relatie, later getrouwd→ | ←misschien seksuele relatie, later getrouwd→ | ←misschien seksuele relatie, later getrouwd→ | Haydée         | Haydée         | Haydée                | Haydée                | Haydée                | Haydée                |                       |                       |                  |                  |                  |                  |                  |                  |  |  |                    |                    | Marquis de St-Méran | Marquis de St-Méran | Marquis de St-Méran | Marquis de St-Méran | Marquis de St-Méran   | Marquis de St-Méran   |                       |                       | Marquise de St-Méran  | Marquise de St-Méran  | Marquise de St-Méran | Marquise de St-Méran | Marquise de St-Méran | Marquise de St-Méran |                                                  |                                                  | Noirtier de Villefort                            | Noirtier de Villefort                            | Noirtier de Villefort                            | Noirtier de Villefort                            | Noirtier de Villefort | Noirtier de Villefort |                                             |                                             |                                             |                                             |                                             |                                             | Pierre Morrel | Pierre Morrel | Pierre Morrel           | Pierre Morrel           | Pierre Morrel           | Pierre Morrel           |                         |                         |                    |                    |                    |                    |  |  |                   |                   |                   |                   |                   |                   |  |  |  |  |  |  |
|                  |                  |                  |                  | Edmond Dantès, hoofdpersoon | Edmond Dantès, hoofdpersoon | Edmond Dantès, hoofdpersoon | Edmond Dantès, hoofdpersoon | Edmond Dantès, hoofdpersoon | Edmond Dantès, hoofdpersoon | ←misschien seksuele relatie, later getrouwd→ | ←misschien seksuele relatie, later getrouwd→ | ←misschien seksuele relatie, later getrouwd→ | ←misschien seksuele relatie, later getrouwd→ | ←misschien seksuele relatie, later getrouwd→ | ←misschien seksuele relatie, later getrouwd→ | Haydée         | Haydée         | Haydée                | Haydée                | Haydée                | Haydée                |                       |                       |                  |                  |                  |                  |                  |                  |  |  |                    |                    | Marquis de St-Méran | Marquis de St-Méran | Marquis de St-Méran | Marquis de St-Méran | Marquis de St-Méran   | Marquis de St-Méran   |                       |                       | Marquise de St-Méran  | Marquise de St-Méran  | Marquise de St-Méran | Marquise de St-Méran | Marquise de St-Méran | Marquise de St-Méran |                                                  |                                                  | Noirtier de Villefort                            | Noirtier de Villefort                            | Noirtier de Villefort                            | Noirtier de Villefort                            | Noirtier de Villefort | Noirtier de Villefort |                                             |                                             |                                             |                                             |                                             |                                             | Pierre Morrel | Pierre Morrel | Pierre Morrel           | Pierre Morrel           | Pierre Morrel           | Pierre Morrel           |                         |                         |                    |                    |                    |                    |  |  |                   |                   |                   |                   |                   |                   |  |  |  |  |  |  |
|                  |                  |                  |                  |                             |                             | ↑verbroken verloving↓       |                             |                             |                             |                                              |                                              |                                              |                                              |                                              |                                              |                |                |                       |                       |                       |                       |                       |                       |                  |                  |                  |                  |                  |                  |  |  |                    |                    |                     |                     |                     |                     |                       |                       |                       |                       |                       |                       |                      |                      |                      |                      |                                                  |                                                  |                                                  |                                                  |                                                  |                                                  |                       |                       |                                             |                                             |                                             |                                             |                                             |                                             |               |               |                         |                         |                         |                         |                         |                         |                    |                    |                    |                    |  |  |                   |                   |                   |                   |                   |                   |  |  |  |  |  |  |
| Fernando Mondego | Fernando Mondego | Fernando Mondego | Fernando Mondego | Fernando Mondego            | Fernando Mondego            |                             |                             | Mercedes                    | Mercedes                    | Mercedes                                     | Mercedes                                     | Mercedes                                     | Mercedes                                     |                                              |                                              | Baron Danglars | Baron Danglars | Baron Danglars        | Baron Danglars        | Baron Danglars        | Baron Danglars        |                       |                       | Hermine Danglars | Hermine Danglars | Hermine Danglars | Hermine Danglars | Hermine Danglars | Hermine Danglars |  |  | Flavien de Quesnel | Flavien de Quesnel | Flavien de Quesnel  | Flavien de Quesnel  | Flavien de Quesnel  | Flavien de Quesnel  |                       |                       | Renée de Saint-Méran  | Renée de Saint-Méran  | Renée de Saint-Méran  | Renée de Saint-Méran  | Renée de Saint-Méran | Renée de Saint-Méran |                      |                      |                                                  |                                                  | Gérard de Villefort                              | Gérard de Villefort                              | Gérard de Villefort                              | Gérard de Villefort                              | Gérard de Villefort   | Gérard de Villefort   |                                             |                                             | Héloïse                                     | Héloïse                                     | Héloïse                                     | Héloïse                                     | Héloïse       | Héloïse       |                         |                         |                         |                         | Gaspard Caderousse      | Gaspard Caderousse      | Gaspard Caderousse | Gaspard Caderousse | Gaspard Caderousse | Gaspard Caderousse |  |  | La Carconte       | La Carconte       | La Carconte       | La Carconte       | La Carconte       | La Carconte       |  |  |  |  |  |  |
| Fernando Mondego | Fernando Mondego | Fernando Mondego | Fernando Mondego | Fernando Mondego            | Fernando Mondego            |                             |                             | Mercedes                    | Mercedes                    | Mercedes                                     | Mercedes                                     | Mercedes                                     | Mercedes                                     |                                              |                                              | Baron Danglars | Baron Danglars | Baron Danglars        | Baron Danglars        | Baron Danglars        | Baron Danglars        |                       |                       | Hermine Danglars | Hermine Danglars | Hermine Danglars | Hermine Danglars | Hermine Danglars | Hermine Danglars |  |  | Flavien de Quesnel | Flavien de Quesnel | Flavien de Quesnel  | Flavien de Quesnel  | Flavien de Quesnel  | Flavien de Quesnel  |                       |                       | Renée de Saint-Méran  | Renée de Saint-Méran  | Renée de Saint-Méran  | Renée de Saint-Méran  | Renée de Saint-Méran | Renée de Saint-Méran |                      |                      |                                                  |                                                  | Gérard de Villefort                              | Gérard de Villefort                              | Gérard de Villefort                              | Gérard de Villefort                              | Gérard de Villefort   | Gérard de Villefort   |                                             |                                             | Héloïse                                     | Héloïse                                     | Héloïse                                     | Héloïse                                     | Héloïse       | Héloïse       |                         |                         |                         |                         | Gaspard Caderousse      | Gaspard Caderousse      | Gaspard Caderousse | Gaspard Caderousse | Gaspard Caderousse | Gaspard Caderousse |  |  | La Carconte       | La Carconte       | La Carconte       | La Carconte       | La Carconte       | La Carconte       |  |  |  |  |  |  |
|                  |                  |                  |                  |                             |                             |                             |                             |                             |                             |                                              |                                              |                                              |                                              |                                              |                                              |                |                |                       |                       |                       |                       |                       |                       |                  |                  |                  |                  |                  |                  |  |  |                    |                    |                     |                     |                     |                     |                       |                       |                       |                       |                       |                       |                      |                      |                      |                      |                                                  |                                                  |                                                  |                                                  |                                                  |                                                  |                       |                       |                                             |                                             |                                             |                                             |                                             |                                             |               |               |                         |                         |                         |                         |                         |                         |                    |                    |                    |                    |  |  |                   |                   |                   |                   |                   |                   |  |  |  |  |  |  |
|                  |                  |                  |                  |                             |                             |                             |                             |                             |                             |                                              |                                              |                                              |                                              |                                              |                                              |                |                |                       |                       |                       |                       |                       |                       |                  |                  |                  |                  |                  |                  |  |  |                    |                    |                     |                     |                     |                     |                       |                       |                       |                       |                       |                       |                      |                      |                      |                      |                                                  |                                                  |                                                  |                                                  |                                                  |                                                  |                       |                       |                                             |                                             |                                             |                                             |                                             |                                             |               |               |                         |                         |                         |                         |                         |                         |                    |                    |                    |                    |  |  |                   |                   |                   |                   |                   |                   |  |  |  |  |  |  |
| Albert           | Albert           | Albert           | Albert           | Albert                      | Albert                      | ←verbroken verloving→       | ←verbroken verloving→       | ←verbroken verloving→       | ←verbroken verloving→       | ←verbroken verloving→                        | ←verbroken verloving→                        | Eugénie                                      | Eugénie                                      | Eugénie                                      | Eugénie                                      | Eugénie        | Eugénie        | ←verbroken verloving→ | ←verbroken verloving→ | ←verbroken verloving→ | ←verbroken verloving→ | ←verbroken verloving→ | ←verbroken verloving→ | Benedetto Andrea | Benedetto Andrea | Benedetto Andrea | Benedetto Andrea | Benedetto Andrea | Benedetto Andrea |  |  | Franz d'Épinay     | Franz d'Épinay     | Franz d'Épinay      | Franz d'Épinay      | Franz d'Épinay      | Franz d'Épinay      | ←verbroken verloving→ | ←verbroken verloving→ | ←verbroken verloving→ | ←verbroken verloving→ | ←verbroken verloving→ | ←verbroken verloving→ | Valentine            | Valentine            | Valentine            | Valentine            | Valentine                                        | Valentine                                        |                                                  |                                                  | Maximilien Morrel                                | Maximilien Morrel                                | Maximilien Morrel     | Maximilien Morrel     | Maximilien Morrel                           | Maximilien Morrel                           |                                             |                                             | Édouard                                     | Édouard                                     | Édouard       | Édouard       | Édouard                 | Édouard                 |                         |                         | Julie                   | Julie                   | Julie              | Julie              | Julie              | Julie              |  |  | Emmanuel Herbault | Emmanuel Herbault | Emmanuel Herbault | Emmanuel Herbault | Emmanuel Herbault | Emmanuel Herbault |  |  |  |  |  |  |
| Albert           | Albert           | Albert           | Albert           | Albert                      | Albert                      | ←verbroken verloving→       | ←verbroken verloving→       | ←verbroken verloving→       | ←verbroken verloving→       | ←verbroken verloving→                        | ←verbroken verloving→                        | Eugénie                                      | Eugénie                                      | Eugénie                                      | Eugénie                                      | Eugénie        | Eugénie        | ←verbroken verloving→ | ←verbroken verloving→ | ←verbroken verloving→ | ←verbroken verloving→ | ←verbroken verloving→ | ←verbroken verloving→ | Benedetto Andrea | Benedetto Andrea | Benedetto Andrea | Benedetto Andrea | Benedetto Andrea | Benedetto Andrea |  |  | Franz d'Épinay     | Franz d'Épinay     | Franz d'Épinay      | Franz d'Épinay      | Franz d'Épinay      | Franz d'Épinay      | ←verbroken verloving→ | ←verbroken verloving→ | ←verbroken verloving→ | ←verbroken verloving→ | ←verbroken verloving→ | ←verbroken verloving→ | Valentine            | Valentine            | Valentine            | Valentine            | Valentine                                        | Valentine                                        |                                                  |                                                  | Maximilien Morrel                                | Maximilien Morrel                                | Maximilien Morrel     | Maximilien Morrel     | Maximilien Morrel                           | Maximilien Morrel                           |                                             |                                             | Édouard                                     | Édouard                                     | Édouard       | Édouard       | Édouard                 | Édouard                 |                         |                         | Julie                   | Julie                   | Julie              | Julie              | Julie              | Julie              |  |  | Emmanuel Herbault | Emmanuel Herbault | Emmanuel Herbault | Emmanuel Herbault | Emmanuel Herbault | Emmanuel Herbault |  |  |  |  |  |  |